# Dendrodasys gracilis
Dendrodasys gracilis is een buikharige uit de familie Dactylopodolidae. Het dier komt uit het geslacht Dendrodasys. Dendrodasys gracilis werd in 1954 voor het eerst wetenschappelijk beschreven door Wilke. 